# Stasinoides aethiopica
Genre
Espèce
Stasinoides aethiopica, unique représentant du genre Stasinoides, est une espèce d'araignées aranéomorphes de la famille des Sparassidae.

## Distribution
Cette espèce est endémique d'Éthiopie.

## Étymologie
Son nom d'espèce lui a été donné en référence au lieu de sa découverte, l'Éthiopie.

## Publication originale
- Berland, 1922 : Araignées. Voyage de M. le Baron de Rothschild en Éthiopie et en Afrique orientale anglaise (1904-1905): Résultats scientifiques: Animaux articulés. Paris, vol. 1, p. 43-90.